# Boca Norte
Boca Norte es una serie española, creada por Eva Mor, dirigida por Dani de la Orden y Elena Trapé, y producida en 2019 por RTVE con la colaboración de Lavinia Audiovisual para el canal multiplataforma Playz de RTVE. Está protagonizada por Begoña Vargas, David Solans, Guillermo Campra, Marina Castro, Júlia Creus, Guillermo Lasheras y Jasmine Roldán, y narra el giro de vida de una joven de 16 años que acaba de llegar a un barrio humilde de Barcelona tras haber vivido en uno de los barrios altos de la ciudad.

## Argumento
Andrea, una joven adolescente que vive en un barrio alto de Barcelona, se ve obligada a mudarse a un barrio humilde de la misma ciudad por diversas circunstancias. Su padre, ante dicha situación quiere que su hija se adapte, con lo que le propone ir al centro cultural Boca Norte. Es allí donde conocerá a un grupo de chicos unidos por el trap, con los que creará coreografías y compondrá canciones para olvidarse de sus problemas dejando atrás así los prejuicios sociales entre ellos.

### Capítulos
Capítulo 1. Andrea, una joven que vive en un barrio alto de Barcelona, tiene que mudarse al barrio humilde de la capital El Carmel dejando así su pasado atrás. Allí conocerá el Boca Norte, un centro cultural que destaca por la música, y a un grupo de adolescentes que tienen como pasión el baile. Tras los prejuicios iniciales, deciden aceptar a Andrea e invitarla al cumpleaños de Katy, el cual no terminará bien.
Capítulo 2. Los chicos ensayan una canción que Andrea ha compuesto y sustituirá a Katy, ya que está castigada tras la fiesta de su cumpleaños, lo que hará que Katy empiece a estar desconforme con Andrea. Por otro lado, Andy y Sarah quieren crear una asociación feminista y recabar información sobre sexualidad, con lo que descubren que, mientras que María es virgen, Lu presume de todas las chicas con los que ha estado. Dani, el encargado del Boca Norte, empieza a acercar posturas con Andrea y le confiesa los problemas económicos por los que el centro cultural está pasando.
Capítulo 3. María no era la única que tenía secretos, todos guardan uno. Lu será el siguiente en enfrentarse al suyo y María le apoyará, ya que empieza a tener sentimientos hacia él. Por otra parte, Sarah empieza a dudar sobre su orientación sexual y Andrea grabará su primer videoclip junto a Andy.
Capítulo 4. El centro cultural celebra una fiesta para recolectar dinero ante los problemas económicos que sufre y salvar así su cierre. En la fiesta los sentimientos empiezan a florecer y Andrea, bajo el efecto de las drogas, hará algo que no sentará del todo bien a sus amigos.
Capítulo 5. El dinero conseguido no es suficiente para evitar el cierre del Boca Norte. Sarah hará que Andrea cuente a sus amigos el audio que escuchó del teléfono de Andrea, a la vez, esto hace que Dani y Andrea tengan una conversación. María tiene dudas sobre lo ocurrido en la fiesta con Lu y será Katy quien la apoye. Tras todo lo ocurrido, el grupo no quiere seguir adelante con el grupo musical, pero Andy intentar convencerles por el éxito que está teniendo el videoclip.
Capítulo 6.  Ha llegado el día en que el Boca Norte cerrará sus puertas. Maria, Andy, Katy y Sarah inician una protesta para evitar que ocurra, pero Dani ya está cansado de luchar. Finalmente, Andrea recibe una visita de su pasado que hará que todo pueda cambiar.

## Reparto y personajes
| Actores            | Personajes | Episodios   |
| ------------------ | ---------- | ----------- |
| David Solans       | Dani       | 6 episodios |
| Begoña Vargas      | Andrea     | 6 episodios |
| Guillermo Campra   | DJ Lu      | 6 episodios |
| Júlia Creus        | Katy       | 6 episodios |
| Guillermo Lasheras | Andy       | 6 episodios |
| Marina Castro      | María      | 6 episodios |
| Jasmine Roldan     | Sarah      | 6 episodios |

| Actores          | Personajes    | Episodios   |
| ---------------- | ------------- | ----------- |
| Elena Serrano    | Carol         | 6 episodios |
| Elena Marín      | Carol         | 6 episodios |
| Víctor Rebull    | Guillem       | 5 episodios |
| Soribah Ceesay   | Amigo Guillem | 4 episodios |
| Claudia Trujillo | Chica fiesta  | 3 episodios |
| José Barón       | Cristóbal     | 2 episodios |
| Clara Griffiths  | Vero          | 2 episodios |

## Producción
Boca Norte es una webserie que fue rodada en el mes de julio de 2018 en la capital catalana. Cuenta con seis capítulos y ofrece la posibilidad de seguir de cerca la vida de los personajes, ya que cuenta con una narrativa transmedia que permite al espectador ver las cuentas de los personajes en redes sociales, lo que facilita el conocimiento a fondo de ellos. Además, también se puede escuchar en cada capítulo una canción reivindicativa de una cantante de trap, como son Fusa Nocta, D’ Valentina, Blondie o La Fanny.
| Productores ejecutivos RTVE                | Eugenio Saavedra, Carlos Mochales, Agustín Alonso |
| Director de Contenidos Playz               | Alberto Fernández                                 |
| Productor ejecutivo Lavinia                | Rubén Mayoral                                     |
| Director Lavinia Audiovisual               | Jordi Ferrerons                                   |
| Directores                                 | Dani de la Orden y Elena Trapé                    |
| Idea original y coordinación de contenidos | Eva Mor                                           |
| Guionistas                                 | Miguel Ibáñez y Eva Baeza                         |
| Directora producción                       | Elisabet Sánchez                                  |
| Jefe de producción                         | Albert Molins                                     |
| Director de fotografía                     | Miquel Rubis                                      |
| Director de arte                           | Albert Ubach                                      |
| Jefe de sonido                             | Xavi Saucedo                                      |
| Jefe de vestuario                          | Vicente Campillo                                  |
| Maquillaje/ Peluquería                     | Elisa Alonso                                      |
| Director de casting                        | Luci Lenox                                        |
| Efectos gráficos y especiales              | Bernat Fontanals                                  |
| Montaje                                    | Oriol Pérez                                       |
| Sintonía                                   | Joan Vila                                         |
| Foto fija                                  | César Gorriz                                      |
| Producción transmedia                      | Alberto Jiménez y Lola Carrasco                   |
| Coreógrafa                                 | Bea Villabol                                      |

## Temporadas
El miércoles 23 de diciembre de 2018 durante el festival MiM Series tuvo lugar el estreno de la decimotercera serie para la plataforma Playz de RTVE, visualizando así los dos primeros capítulos en el cine Verdi de Barcelona. La serie juvenil de ficción cuenta con una temporada, ya que es una miniserie. Tiempo después, Playz decidió lanza algunas de sus series con más éxito en formato largometraje y Boca Norte se encuentra entre ellas. Con ello, la plataforma busca que esas historias que gustaron en un primer momento puedan verse de una forma distinta.

## Recepción
Crítica
Según Watmag, medio especializado en contenidos digitales, es una serie que debe verse debido a cinco factores: la música urbana y su hilo conductor, la diversidad sin prejuicios, el realismo tras los diálogos, el feminismo y los problemas juveniles. Por otra parte, Fuera de Series, página dedicada a las críticas, piensa que es una serie que acerca más al espectador a la realidad de las personalidades de los jóvenes en comparación a las series populares juveniles emitidas anteriormente.

## Premios
Boca Norte fue premiada con uno de los Premios Ondas 2019 al mejor contenido o plataforma de emisión digital en la 66.ª edición de dichos reconocimientos otorgados por la Cadena SER.